# Aleurotulus anthuricola
Aleurotulus anthuricola är en insektsart som beskrevs av Nakahara 1989. Aleurotulus anthuricola ingår i släktet Aleurotulus och familjen mjöllöss. Inga underarter finns listade i Catalogue of Life.